# Conceição Ferreira
Conceição Ferreira (née le 13 mars 1962 à Aveleda) est une ancienne athlète portugaise spécialiste de 10 000 mètres, de marathon et de cross-country. 
En 1993, elle gagne les Championnats du monde de semi-marathon et termine 6e du 10000m des Championnats du monde d'athlétisme remportée par la controversée Wang Junxia.
Aux Championnats du monde de cross-country 1994 à Budapest, elle est championne du monde par équipe avec le Portugal avec Albertina Dias, Fernanda Ribeiro et Monica Gáma et termine 3e en individuel.
Elle participe à trois jeux olympiques.

## Palmarès

### Jeux Olympiques
- Jeux Olympiques 1984 à Los Angeles,  États-Unis
  - 39e du marathon

- Jeux Olympiques 1988 à Séoul,  Corée du Sud
  - 20e du marathon

- Jeux Olympiques 1996 à Atlanta,  États-Unis
  - Eliminée en série du 10000m

### Championnats du monde de semi-marathon
- Championnats du monde de semi-marathon 1993 à Bruxelles,  Belgique
  -  Médaille d'or

### Championnats du monde de cross-country
- Championnats du monde de cross-country 1994 à Budapest,  Hongrie
  -  Médaille de bronze du cross long
  -  Médaille d'or du cross long par équipes

### Championnats du monde d'athlétisme
- Championnats du monde d'athlétisme 1987 à Rome,  Italie
  - Eliminée en série du 10000m
- Championnats du monde d'athlétisme 1991 à Tokyo,  Japon
  - 11e du 10000m
- Championnats du monde d'athlétisme 1993 à Stuttgart,  Allemagne
  - 6e du 10000m
- Championnats du monde d'athlétisme 1995 à Göteborg,  Suède
  - 13e du 10000m

### Championnats d'Europe d'athlétisme
- Championnats d'Europe d'athlétisme 1994 à Helsinki,  Finlande
  -  Médaille d'argent du 10000m